# The Jakarta Post
The Jakarta Post ist eine englischsprachige Zeitung in Indonesien mit Sitz in der Hauptstadt Jakarta. Die Gründung der Tageszeitung geht in das Jahr 1982 zurück, als sich der damalige Informationsminister Ali Murtopo und Jusuf Wanandi, der die Zeitung Suara Karya der Regierungspartei Golkar vertrat, über die Möglichkeit der Schaffung einer qualitativ hochwertigen Zeitung in englischer Sprache verständigten. Diese sollte den westlich dominierten Nachrichtenkanälen eine indonesische Perspektive entgegensetzen. Damit die Jakarta Post auf einem journalistisch hohen Niveau erscheinen konnte, arbeiteten vier, eigentlich miteinander konkurrierende Medienunternehmen zusammen, die die Zeitungen bzw. Nachrichtenmagazine Karya, Kompas, Sinar Harapan und Tempo herausgaben.
Die Firma PT Bina Media Tenggara, der Eigentümer der Zeitung, wurde noch im selben Jahr gegründet. Mit der Indonesia Times und dem Indonesian Observer waren zu der Zeit schon zwei englischsprachige Zeitungen auf dem indonesischen Markt erhältlich. Am 25. April 1983 erschien die erste achtseitige Ausgabe, unter anderem mit Neuigkeiten über russische Spionagetätigkeiten in der Region, und verkaufte sich 5474 mal. Nachdem 1991 die Chefredakteure wechselten, schwenkte die Zeitung auf einen mehr prodemokratischen Kurs um. Als eine von wenigen englischsprachigen Tageszeitungen in Indonesien überstand die Jakarta Post die Asienkrise von 1997 und 1998.
Inzwischen werden täglich über 50.000 Exemplare im Broadsheet-Format gedruckt und verkauft.